# Exterritorial (Film)
Exterritorial ist ein deutscher Spielfilm aus dem Jahr 2025 von Regisseur und Drehbuchautor Christian Zübert mit Jeanne Goursaud, Dougray Scott und Lera Abova. Auf Netflix wurde der Actionthriller am 30. April 2025 veröffentlicht.

## Handlung
Sara Wulf ist eine frühere Special-Forces-Soldatin, die bis 2017 in Afghanistan im Einsatz war. Einen Zwischenfall, bei dem acht Soldaten getötet wurden, hatte sie als Einzige überlebt. Mit ihrem Sohn Joshua, genannt Josh, besucht sie das Konsulat der Vereinigten Staaten in Frankfurt wegen eines Arbeitsvisums. Während des Aufenthaltes lässt sie ihren Sohn in einem Spielzimmer; als sie dorthin zurückkehrt, ist er verschwunden.
Sie bittet daher Regional Security Officer Eric Kynch sowie Sergeant Donovan um Hilfe. Laut Donovan war Joshua nicht eingecheckt, auch auf den Videoaufnahmen der Überwachungskameras ist nur Sara ohne ihren Sohn zu sehen. Sie kontaktiert die deutsche Polizei, allerdings haben die deutschen Behörden in ausländischen diplomatischen Einrichtungen (fälschlicherweise als "exterritorial" bezeichnet) nur mit Zustimmung Zutritt. Auch ihre Mutter Anja will ihr nicht glauben, sie vermutet, dass Sara ihre Tabletten nicht genommen hat. Sara wird daher gebeten, das Konsulat zu verlassen.
Stattdessen taucht Sara im Gebäude unter und begibt sich selbst auf die Suche nach ihrem Kind. Dabei trifft sie auf Irina, die seit fast zwei Monaten im Konsulat festgehalten wird. Sie bietet ihr an, gemeinsam Josh zu suchen, im Gegenzug soll Sara Irina aus dem Konsulat helfen. Sara findet im Konsulat eine Tasche mit Drogen, deren Übergabe Josh beobachtet hatte. Nach einer Schlägerei erhält Sara eine Spritze von Kynch und wird bewusstlos, als sie wieder aufwacht steht Generalkonsulin Deborah Allen an ihrem Bett. Sie wurde von Saras Mutter kontaktiert, die sich wegen Saras posttraumatischer Belastungsstörung und Wahnvorstellungen nach dem Afghanistan-Einsatz Sorgen macht, bei dem auch Joshuas Vater ums Leben gekommen war.
Später wird Sara von Irina befreit, die in Wirklichkeit Kira Wolkowa heißt. Ihr Vater war ein weißrussischer Dissident und wurde von der Regierung umgebracht, Kira ist in die US-Botschaft nach Minsk geflüchtet, die CIA hatte sie nach Frankfurt gebracht. Kira möchte nach Boston zu ihrer Mutter, mit den Daten auf einem USB-Stick möchte sie von dort andere Dissidenten befreien. Sara hat ein Jobangebot bei einer Sicherheitsfirma in den USA, die weibliche Ex-Soldatinnen suchen. Sie findet heraus, dass Kynch hinter dem Angebot steckt, damit sie ins Konsulat kommt; außerdem war er ebenfalls in Afghanistan.
Von einem Journalisten hatte Sara ein Video mit Aufnahmen von Kynch und einem Taliban erhalten. Laut dem Journalisten ist Kynch korrupt und war für den Hinterhalt verantwortlich, in den Saras Gruppe geraten war. Sara startet ein Ablenkungsmanöver, damit Kira die Botschaft verlassen und über Frankreich nach Mexiko und weiter in die USA flüchten kann. Kynch gesteht, dass er Josh entführt und die Videos der Überwachungskameras manipuliert hat. Sara war die letzte überlebende Zeugin des Afghanistan-Vorfalls, Kynch fühlte sich vom Journalisten unter Druck gesetzt. Sein Plan war es, Sara Amok laufen zu lassen, damit er sie in Notwehr erschießen konnte.
Sara entführt Kynchs Tochter Aileen und bringt sich mit ihr in einem Safe Room in Sicherheit. Sie plant zunächst, Aileen gegen Josh auszutauschen, entscheidet sich dann aber um und lässt Aileen frei. Ein späteres Geständnis von Kynch zeichnet Sara mit dem Diktiergerät von Aileen auf. Kynch war selbst Soldat, bei der Bewältigung eines Traumas fühlte er sich vom Militär nicht unterstützt, auch finanziell sah er sich benachteiligt. Deshalb ging er einen Deal mit den Taliban ein, um seine finanzielle Situation aufzubessern.
Nachdem Sara von Kynch angeschossen und verletzt wird, kann Josh befreit werden. Acht Wochen später telefoniert Sara mit Kira, Kynch befindet sich mittlerweile in den USA in Haft. Auch Donovan und der Mann vom Check-In waren in Kynchs Plan involviert. Sara reist mit Josh in die USA und plant dort, Kira zu treffen.

## Produktion und Hintergrund

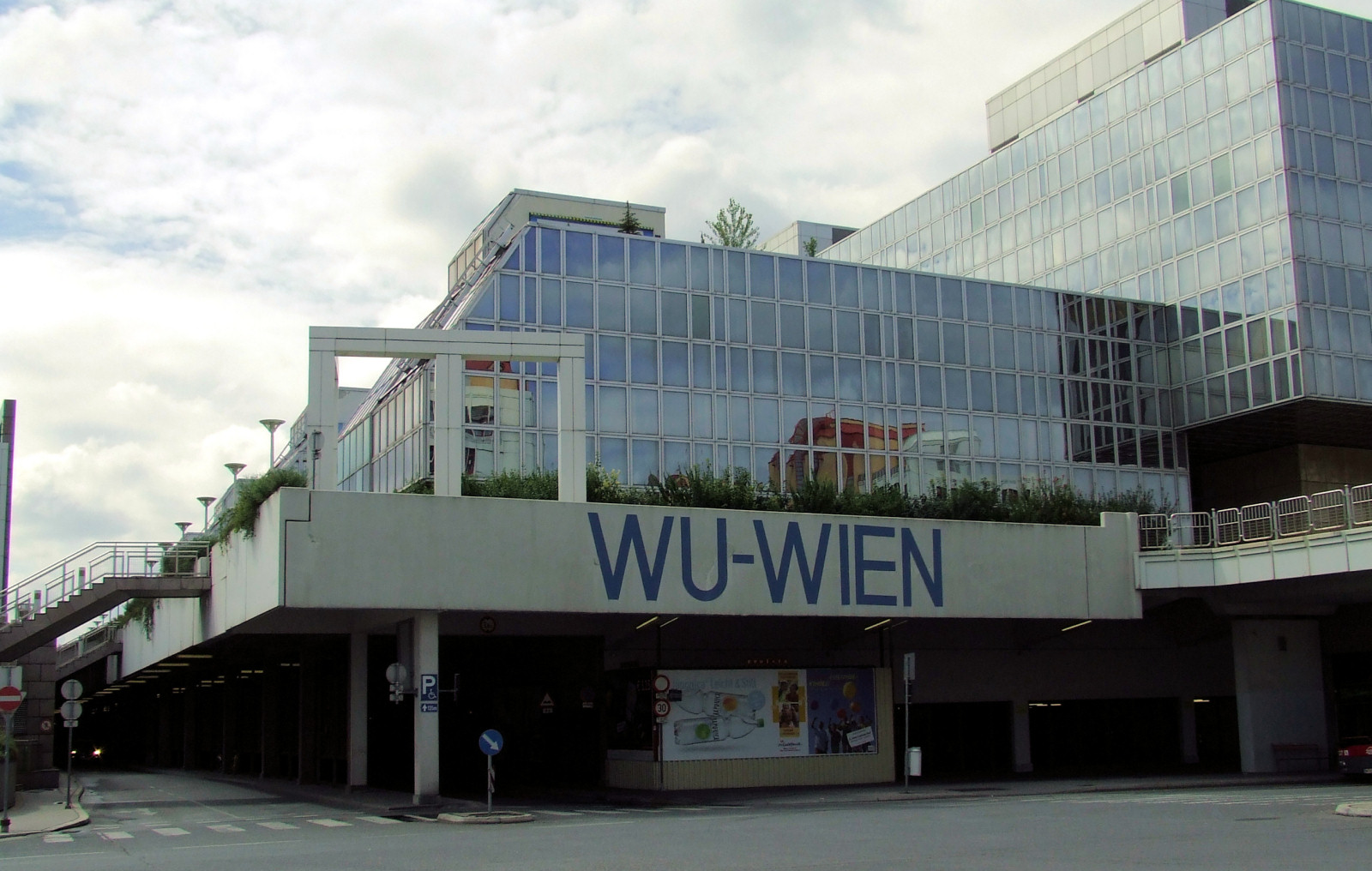
Einer der Drehorte: das frühere Gebäude der Wirtschaftsuniversität Wien

Der Film wurde von Constantin Film produziert, als Produzentin fungierte Kerstin Schmidbauer und als Executive Producer Oliver Berben. Dreharbeiten fanden in Wien mit Unterstützung von FISAplus statt, Drehschluss war Ende 2023. Gedreht wurde unter anderem am Universitätszentrum Althanstraße, dem Standort der Wirtschaftsuniversität Wien von 1982 bis 2013.
Die Kamera führte Matthias Pötsch, die Musik schrieb Sara Barone, die Montage verantwortete Ueli Christen und das Casting Cornelia von Braun und Lisa Stutzky. Das Szenenbild gestaltete Heike Lange, das Kostümbild Anna Zeitlhuber, den Ton Herbert Verdino und die Maske Aurora Hummer. Als Intimitätskoordinatorin fungierte Katharina Haudum und als Stunt Coordinator Florian Hotz. Die Kampfszenen wurden von Tolga Degirmen choreografiert.
Auf die Idee zum Film kam Zübert durch ein eigenes Erlebnis in den letzten Drehtagen zu Bad Banks in Frankfurt. Danach wollte er mit Frau und Kindern in die USA fliegen. Für die Ausstellung biometrischer Reisepässe zwei Tage vor dem Abflug mussten sie zum Konsulat, wo sie fast acht Stunden verbrachten. Die Kinder wurden im Indoor-Playground untergebracht.

## Rezeption
Auf Rotten Tomatoes waren am 7. Mai acht von neun Besprechungen positiv.

### Kritiken
Nina Rehfeld schrieb in der Frankfurter Allgemeinen Zeitung wohlwollend über den Film. Saras Kampf gegen einen übermächtigen Apparat und ihre Selbstzweifel seien allemal unterhaltsam genug, um dranzubleiben und dank Jeanne Goursaud erstaunlich sehenswert.
Auch der Spiegel lobte den Actionthriller: der Film zeige eine Frau, die weiß wofür sie kämpft.  Jeanne Goursaud sei ihren männlichen Kollegen schauspielerisch weit voraus.
Tilmann P. Gangloff vergab auf tittelbach.tv 4,5 von 6 Sternen. Die Produktion sei ein fesselnder Hochspannungs-Thriller. Wie sich die Heldin im Stirb langsam-Stil durch die Handlung prügele, tue zwar schon beim Zuschauen weh, fessle dennoch oder gerade über hundert Minuten lang.
Fabian Riedner bezeichnete den Film auf quotenmeter.de als Actionfilm mit starker Geschichte, den man gerne schaue und der zeige, dass deutsches Genrekino einiges draufhabe.
Peter Osteried bewertete die Produktion auf kinofans.com  mit zwei von fünf Sternen. Geschichten über Menschen, denen weisgemacht werden soll, dass sie irre sind, da der Mensch, den sie verloren zu haben glauben, gar nicht zugegen war, gebe es zuhauf, wie Frantic und Flightplan. Dabei verlaufe die Erzählung immer gleich, auch Zübert könne dem nichts Originelles abgewinnen. Es ist, als hätte man den Film schon mehrmals gesehen, nur das Setting sei anders. Auch in der Action-Darstellung wirke dieser bemüht, die Kampfsequenzen seien durchwachsen.
derwatchdog.de (1,5 von 5 Punkte) kritisierte die Produktion als uninspirierten Thriller-Klon. Wo der inszenatorisch ähnlich ausgerichtete Netflix-Thriller Carry-On in seiner Einfachheit noch das Maximum aus seiner Old School-Thriller-Prämisse herausholen konnte, verfehle Exterritorial nahezu vollständig seine Wirkung.
Thomas Schulze schrieb auf the-spot-mediafilm.com: Christian Zübert habe ein Actionfilm mit einer klaren Prämisse und Umsetzung gemacht, so dass sich alles dieser Prämisse und Umsetzung unterordne. Es sei ein Film von denkbar größter Geradlinigkeit, die Handlung konzentriert auf einen Tag und eine Figur, die in jedem Moment im Mittelpunkt steht. Was sie sieht, sehen wir. Was sie erlebt, erleben wir. Sieht man von zwei oder drei Flashbacks ab, die wichtig sind zum Verständnis ihrer Gefühlswelt, sind wir immer bei ihr, der deutschen Special-Forces-Soldatin Sara, gespielt von Jeanne Goursaud in einer atemberaubenden One-Woman-Show.
Oliver Armknecht (4 von 10 Punkte) schrieb auf film-rezensionen.de, dass die Kämpfe sich zwar sehen lassen könnten, es aber nicht schafften, die zunehmend bescheuerte Geschichte auszugleichen.
Josef Grübl meinte in der Süddeutschen Zeitung, dass der Film nicht besonders spannend oder gar überraschend sei. Dass man trotzdem dranbleibe, habe mit seiner Hauptdarstellerin zu tun. Sara kämpfe, klettere und scheitere stets mit vollem Körpereinsatz. Sie teile aus und müsste viel einstecken, sie sei clever und habe Herz.

### Abrufe
Laut Flixpatrol gelangte der Film am 5. Mai 2025 in 88 Ländern auf den ersten Platz der Netflix-Charts. In der Startwoche verzeichnete der Film 38,3 Millionen Views, in der zweiten Woche erzielte der Film weitere 23,7 Millionen Aufrufe. Der Film ist damit bislang der erfolgreichste deutsche Netflix-Film. Nach sechs Wochen verzeichnete der Film über 83 Millionen Views und steht damit auf Platz 5 der erfolgreichsten Netflixfilme aller Zeiten.
Laut digital i wurde der Film im Mai 2025 von 1,703 Millionen deutschen Haushalten gesehen und lag damit hinter A Working Man (Prime Video) auf Platz zwei der meistgesehenen Streaming-Filme des Monats. Nach Angaben von Netflix war der Film in der ersten Hälfte des Jahres 2025 auf Platz 4 der meistgesehenen Filme mit 87,5 Millionen Views.